# Мінерали групи силліманіту
Мінерали групи силліманіту (андалузит, дистен, силліманіт) мають формулу Al2O[SiO4] або Al2O3•SiO2, тобто вони більш «високо глиноземні» e відношенні Al: Si ys; каолініт — Al4[Si4O10][OH]8 або Al2O3•2SiO2•2SiO2•2H2O, який до того ж є і «гідроксильним».
Тому мінерали групи силліманіту являють значно кращий матеріал для виробництва динасових, шамотних, високо глиноземних вогнетривів, особливо високоякісних, спеціальних сортів. В світовій практиці концентрати силліманіту, дистену і андалузиту широко використовують в чорній і кольоровій металургії (як компонент вогнетривів), в керамічній промисловості (перспективне направлення) і для одержання алюмінію.

## Мінерали групи силліманіту в Україні
Розсипні концентрації дистену і силліманіту входять як складові компоненти в продуктивні поклади комплексних розсипних родовищ Середнього Придніпров'я. Розсипні концентрації важких мінералів тяжіють до зони стикування Українського щита і Дніпрово-Донецької западини, а тому продуктивні комплекси протягуються субширотно, локалізуючись в сарматських і полтавських товщах. В Дніпропетровському районі встановлені Малишівське і Вовчанське родовища. Дистен і силліманіт у важкий фракції сарматських пісків складає в середньому 13 %, в полтавських — змінюється 15—74 %.
Розсипи середньо сарматського віку представляють 2 типа родовищ: 1 — розташовані в південній частині продуктивної зони. Розсипі мають видовжену форму субширотної орієнтації. Концентрації силліманіту і дистену відносно високі; 2 — приурочені до північної частини продуктивної зони.
Розсипи характеризуються складними, нечіткими границями, примхливої, близької до ізометричної морфології.
Промислові запаси на 01.01.-98 р.є на Малишевському (С1 = 2 044 тис. т) і на Вовчанському (В+С1 = 1 160 тис. т) родовищах.
Розробляється Малишевське родовище Верхньодніпровським ДТМК, де із розсипів добувають: ільменіт, рутил, циркон, силліманіт і дистен, а також можливо ставроліт і турмалін.
Силліманіт і дистен складають в важкому колективному концентраті 8-10 %. Вони високої якості, відповідають світовим стандартам. Концентрат випускається 3 марок: КДСЗ — зернистий (Al2O3>57 %, TiO2< 1,5 %, Fe2O3 < 0,8 %, залишок на ситі № 0315< 0,5 %), КДСЗ-1 (зернистий) (Al2O3>54 %, TiO2 < 0,8 %, Fe2O3 < 0,7 %, ZrO2< 0,8 %, залишок на ситі № 0315 < 0,5 %), КДСП — порошкоподібний (Al2O3 > 57 %, TiO2 < 1,5 %, Fe2O3 < 0,8 %, залишок на ситі № 005 < 30 %). В усіх трьох сортах: CaO < 0,2 %, MgO < 0,8 %, вологість < 0,5 %. За 1997 рік добуто 2 560 тис. т рудоносних пісків, з яких на збагачувальній фабриці вироблено 45,6 тис. т дистен-силліманітового концентрату, втрати складають 2,8 тис. т.
На теперішній час кількість замовлень на дистен-силліманітовий концентрат зменшилось, що привело до наповнення продукцією складів і відкритих майданчиків, в результаті чого дистен+силліманіт включався в робочий цикл не постійно, це в свою чергу привело до розладу технологічної лінії одержання дистен-силліманітового концентрату.
Забезпеченість Вільногірського комбінату запасами рудних пісків Малишівського родовища при річній продуктивності 3,5 млн м3 — більше 40 років, а при проектній 5 млн м3 — 30 років.
Першочерговою задачею при збільшені продуктивності комбінату є запаси пісків полтавської світи північно-західної ділянки Малишевського родовища, де проведені роботи по детальній розвідці і запаси Вовчанського розсипного циркон-рутил-ільменітового родовища.